# Le Beau Danube jaune
Le Beau Danube jaune est un roman d'aventures de Jules Verne, écrit en 1901, édité dans sa version originale, de façon posthume, en 1988. En 1908, sous le titre Le Pilote du Danube, en est paru une version différente.
À la demande de son éditeur, le texte fut remanié par le fils de Jules Verne dans sa quasi-intégralité, sauf le premier chapitre. Grâce à la découverte des manuscrits originaux de l'œuvre en 1978, le texte fut réédité sous son titre actuel.
Le titre fait référence à la valse de Strauss Le Beau Danube bleu ; elle est évoquée dans le premier chapitre pour démentir la couleur de l'eau du Danube.

## Résumé
Ilia Krusch est un paisible pêcheur hongrois qui décide de suivre le cours du Danube depuis sa source jusqu'à la mer Noire et de ne vivre durant son périple que du fruit de sa pêche. Il accepte, malgré tout, de prendre à son bord un certain M. Jaeger. Mais celui-ci n'est autre que le chef de la police, Karl Dragoch, qui a trouvé ce moyen pour passer inaperçu et surveiller les allées et venues des trafiquants qui empruntent le grand fleuve pour écouler le fruit de leurs rapines.

## Personnages
- Ilia Krusch, Hongrois, 50 ans environ, membre de la Ligne Danubienne[2].
- Karl Dragoch, alias M. Jaeger, Hongrois, 45 ans, chef de la police de Pest.
- Latzko, 40-45 ans, chef des contrebandiers du Danube.
- Miclesco, Hongrois, 45 ans, président de la Ligne Danubienne.
- Ivetozar, Serbe, assesseur du concours de la Ligne Danubienne.
- Titcha, Bulgare, assesseur du concours de la Ligne Danubienne.
- Weber, Allemand, membre de la Ligne Danubienne.
- Zwiedinek, Autrichien, membre de la commission internationale.
- Hanish, Hongrois, membre de la commission internationale.
- Roth, du duché de Bade, président de la commission internationale.
- Zerlang, du Wurtemberg, membre de la commission internationale.
- Uhlemann, Bavarois, membre de la commission internationale.
- Ouroch, Serbe, membre de la commission internationale.
- Kassilick, de la Valachie, membre de la commission internationale.
- Titcha, Moldave, membre de la commission internationale.
- Choczim, de la Bessarabie, secrétaire de la commission internationale.
- Joannice, Bulgare, membre de la commission internationale.

## Roman ironique
Pour parler du Beau Danube jaune, il faut oublier complètement le récit du Pilote du Danube, car le sombre roman policier écrit par le fils de l'écrivain perd vite tout rapport avec l'œuvre ironique de son père. Toujours présent, l'humour du Beau Danube jaune en fait sa force et sa modernité.
Cet humour joue sur deux tableaux : la satire de la pêche à la ligne - ce noble sport - et la permanente bonhomie naïve du brave Krusch. Car il s'appelle Krusch, ce qui est déjà tout un programme ! Sur le premier point, les dithyrambiques célébrations de la pêche à la ligne sont à prendre ironiquement comme ce panégyrique du président Miclesco :
 « Pourrait-on comparer, s'écria-t-il, la chasse à la pêche ?... Et quel mérite y a-t-il à tuer un perdreau ou un lièvre, lorsqu'on le voit à bonne portée et qu'un chien - est-ce que nous avons des chiens, nous ?... - l'a fait lever à votre profit ?... Ce gibier, vous l'apercevez en temps voulu, vous le visez à loisir, et vous l'accablez de multiples grains de plomb dont le plus grand nombre est tiré en pure perte !... Le poisson, au contraire, vous ne pouvez le suivre du regard... il est caché sous les eaux... Rien qu'avec un seul hameçon au bout de votre Florence, ce qu'il faut de manœuvres adroites, de délicates invites, de dépense intellectuelle, d'adresse instinctive pour décider le poisson à mordre, pour le ferrer adroitement, pour le sortir de l'eau, tantôt pâmé à l'extrémité de la ligne, tantôt frétillant, et pour ainsi dire applaudissant lui-même à la victoire du pêcheur ! »
La ligne du pêcheur, affirme Jules Verne, est un instrument qui a quelquefois une bête à son extrémité et toujours une bête à l'autre. Tout en niant que ce « fameux dicton » s'applique à Ilia Krusch, le romancier démontre le contraire.
Le brave pêcheur, naïf et sympathique, est un merveilleux personnage. « Ce Hongrois échappé de Quiquendone est une des plus comiques personnalités qu'ait inventée la plume ironique de Jules Verne... Il ne comprend vraiment rien à rien ; il ne comprend pas qui est M. Jaeger, il ne comprend rien à son arrestation, il ne comprend pas plus qu'il a affaire à Latzko, jusqu'à ce qu'on le lui dise ! Toute sa naïveté attendrissante fait un contraste réjouissant avec les vertus qu'on lui prête ; mais enfin, le mouton devient enragé, Sancho devient Quichotte et provoque la capture du bandit ! »
Le héros malgré lui rentrera vite dans sa coquille et repartira cultiver son jardin, en l'occurrence aquatique, à l'image de la belle figure du juge Proth, philosophe souriant de La Chasse au météore.

## Transformations de Michel Verne
« Ce livre ne contient aucune trace de la bonne humeur railleuse à laquelle nous étions habitués. Un des traits dominants du caractère de l'auteur était en effet le sens de l'humour. »
Le petit-fils de l'écrivain, qui possède cependant le manuscrit, mais ne l'a pas lu, ne retrouve pas la raillerie qui est la principale caractéristique du roman de son grand-père.
Michel Verne n'apprécie pas du tout la bonhomie paisible et souriante de l'œuvre de son père. D'un roman léger et ironique, il fera une sombre aventure policière sans humour. Il amplifie considérablement la partie policière initiale de l'œuvre, au détriment des descriptions touristiques, des exploits de pêche et des fantaisies gastronomiques des deux compagnons. Dans Le Pilote du Danube, la simple contrebande devient meurtres et trafic d'armes. On y trouve des lunettes noires pour cacher des yeux bleus, des déguisements et du maquillage, à l'image des récents exploits d'Arsène Lupin et autres personnages des romans policiers de l'époque.

## Affaire Jackel Semo
Michel Verne, comme à son habitude, rajoute nombre de personnages, lorsqu'il réécrit les ouvrages posthumes de son père. Le cas d'En Magellanie est assez convaincant, puisque le fils en invente, au moins, une quarantaine dans ce roman. Le Pilote du Danube n'échappe pas à la règle.
Le 28 décembre 1909, Louis-Jules Hetzel reçoit  une lettre ainsi libellée :
« Monsieur, J'ai l'honneur de vous informer que je suis chargé par la maison Jackel Semo de Roustchouk de poursuivre la réparation du préjudice considérable qui lui a causé et dont elle continue à souffrir par la publication du roman Le Pilote du Danube, signé Jules Verne, publié par vous en feuilleton dans le Journal et en livre dans plusieurs pays et en plusieurs langues, dans lequel Jackel Semo est communément désigné et représenté comme un bandit... Les détails fournis sur son compte, concernant notamment sa religion et sa naissance, et les lieux où vous placez l'action, le désignent d'une manière tellement précise qu'il est impossible de ne pas reconnaître que c'est bien mon client qui a été visé. D'ailleurs, il ne peut y avoir aucun doute à cet égard. Monsieur Jackel Semo s'est trouvé en rapport avec le fils de Jules Verne lors d'un voyage de ce dernier à Belgrade, et c'est à ce moment qu'ils échangèrent leurs cartes... L'ouvrage paraît ainsi être l'œuvre du fils qui a connu personnellement Monsieur Jackel Semo et non de Jules Verne lui-même... Je me tiens à votre disposition pour conférer au sujet de cette affaire avant de commencer les poursuites judiciaires... Veuillez agréer, Monsieur, mes salutations distinguées. »
Lettre signée de René Cassin, avocat, 12 rue Caumartin. Paris.
En effet, Michel Verne, maladroitement, donne le nom d'une personne qu'il a rencontrée au cours de son voyage à Belgrade, à un des acolytes du trafiquant Latzko :
 « Ce pilote, la bande le possédait dans la personne de Jackel Semo, un israélite natif lui aussi de Roustchouk. Très pratique du fleuve, Jackel Semo aurait pu lutter avec Serge Ladko lui-même pour la parfaite connaissance des passes, des chenals et des bancs de sable; d'une main sûre, il dirigeait le chaland à travers les rapides semés de rochers que l'on rencontre parfois sur son cours. »
L’éditeur, craignant que l'affaire ne dévoile les manipulations sur les autres œuvres posthumes, cherche à l’étouffer. Michel Verne, à cette époque, a de profonds ennuis personnels avec la maladie de son fils et la mort de sa mère, Honorine, décédée le 29 janvier 1910. Il écrit malgré tout à Louis-Jules Hetzel :
 « J’ai vu Me Poincaré qui m’a fait part de votre intention de changer le nom de Jackel Semo. Je vous approuve vivement et, dès l’origine, je vous ai conseillé de prendre cette mesure pour l’avenir. Je vous propose le nom de « Yacoub Ogul », qui me paraît avoir une physionomie turque et qui a le même nombre de lettres que le nom qu’il s’agit de remplacer. ».
Hetzel informa du changement de nom les éditeurs des plombs étrangers du roman et fit immédiatement corriger les empreintes des deux éditions du Pilote du Danube (in-18 et gr. in-8°) et réimprimer les cahiers qui contenaient le nom de Jackel Semo. Il fit également rajouter la mention Nouvelle édition sur la couverture des exemplaires in-18 brochés et fit modifier les cartonnages et les reliures des exemplaires gr. in-8° corrigés, de manière à les rendre facilement reconnaissables. C’est dans les bureaux même d’Hetzel, 18 rue Jacob, que les feuilles enlevées furent détruites. Toutes ces opérations coûtèrent à Hetzel  1 885 francs.
Au cours de l’audience du 9 janvier 1912, cette curieuse affaire se termina très favorablement pour Michel Verne et Jules Hetzel fils. Le tribunal civil de la Seine, « étant donné les insinuations malveillantes du demandeur [Jackel Semo] », rejeta ses conclusions et le condamna à un franc de dommages intérêts et aux dépens.

## Sources du roman
Pour écrire ce roman, Jules Verne s'inspire du récit de voyage de Victor Duruy, accompli en 1860, De Paris à Bucharest, que la revue Le Tour du monde publie de 1861 à 1862, illustré par D. Lancelot. En raison de la nomination de l'historien et homme politique comme ministre de l'Instruction publique en juin 1863, le récit est interrompu. Il ne reprend qu'en 1865 par D. Lancelot qui, à la demande de la revue, publie ses notes. Le dessinateur a suivi les traces de Victor Duruy, le crayon à la main.
Les illustrations de Lancelot ne sont pas d'une qualité artistique remarquable, mais elles reflètent la réalité de ces lieux sur lesquels l'histoire a soufflé et qui, actuellement, doivent différer de l'ambiance rencontrée pendant ce paisible voyage de 1860, époque où l'Autriche et la Turquie se partageaient les contrées balkaniques.
Dans Le Secret de Wilhelm Storitz (autre roman où la source se retrouve chez Duruy), la ville de Ragz, considérée comme inventée, se retrouve pourtant sur les cartes d'époque, mais Jules Verne a déplacé la ville sur le Danube pour que le Mathias Corvin puisse s'y arrêter.
Dans Le Beau Danube jaune, la ville est nommée et figure à sa bonne place. Ilia Krusch, l'ancien pilote du Danube, habite depuis sa naissance Racz Besce sur la Theiss, un affluent du Danube. Cette petite cité se retrouve aisément sur la carte de la région, reproduite dans l'édition originale du roman. Si Verne choisit précisément Racz, c'est que Lancelot signale que la Theiss est plus poissonneuse encore que le Danube et nourrit une population de pêcheurs qui aiment leur rivière.
Un beau dessin montre la fière apparence de ces « pêcheurs de la Theiss ». Inspiré par cette illustration, le romancier donne cette origine à son héros - alors que, d'abord, il le faisait naître à Orsova - et lui attribue la première ville rencontrée sur la carte en remontant la Theiss, Racz Besce.
Ces quelques exemples montrent comment Jules Verne exploite sa documentation. Il utilise à sa guise son texte de référence pour faire vrai, mais ne se gêne pas pour en modifier les données.

## Éditions
- 1988 : Société Jules Verne. Édition à tirage limité.
- 1997 : Éditions Alain Stanké.
- 2000 : Éditions de l'Archipel.
- 2002 : Éditions Folio-Gallimard.